# Human Proteome Organization

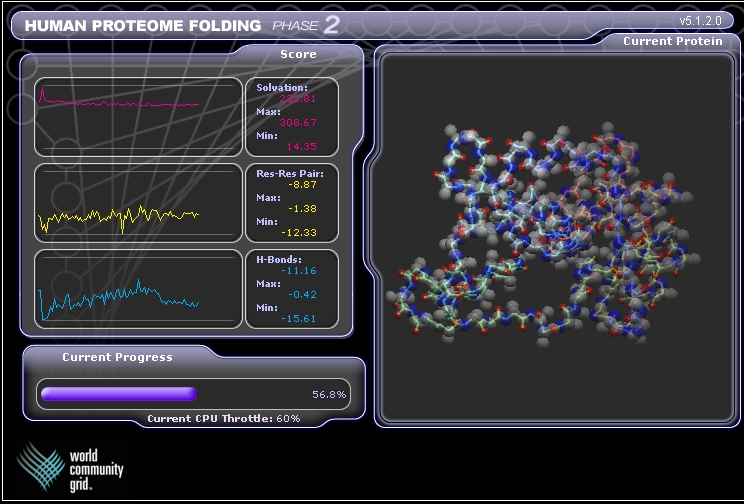

La Organización del Proteoma Humano ( Human Proteome Organization HUPO ) es un consorcio internacional de asociaciones nacionales de investigación en proteómica , investigadores gubernamentales, instituciones académicas y socios de la industria. La organización fue lanzada en febrero de 2001, y promueve el desarrollo y la concientización de la investigación en proteómica, defiende a los investigadores de proteómica en todo el mundo y facilita las colaboraciones científicas entre los miembros y las iniciativas. En última instancia, está organizado para obtener una comprensión mejor y más completa del proteoma humano.

## Congreso
Desde 2002, HUPO organiza un congreso internacional cada año, con congresos anteriores celebrados en Orlando en 2018, en Dublín en 2017, en Taiwán en 2016 y en Vancouver 2015.

## Premios
HUPO otorga múltiples premios cada año, entre ellos el
- Premio al Servicio Distinguido
- Premio Proteómica Traslacional
- Premio de Ciencia y Tecnología
- Premio Descubrimiento en Ciencias Proteómicas
- Premio al Logro Distinguido en Ciencias Proteómicas